# Fimbristylis
Fimbristylis is een geslacht uit de cypergrassenfamilie (Cyperaceae). Het geslacht telt tweehonderd tot driehonderd soorten die wereldwijd voorkomen. 

## Soorten (selectie)
- Fimbristylis acicularis
- Fimbristylis acuminata
- Fimbristylis aestivalis
- Fimbristylis agasthyamalaensis
- Fimbristylis annua
- Fimbristylis ammobia
- Fimbristylis autumnalis
- Fimbristylis blakei
- Fimbristylis blepharolepis
- Fimbristylis caespitosa
- Fimbristylis cardiocarpa
- Fimbristylis castanea
- Fimbristylis cephalophora
- Fimbristylis cinnamometorum
- Fimbristylis compacta
- Fimbristylis complanata
- Fimbristylis corynocarya
- Fimbristylis costiglumis
- Fimbristylis cymosa
- Fimbristylis denudata
- Fimbristylis depauperata
- Fimbristylis dichotoma
- Fimbristylis dictyocolea
- Fimbristylis dipsacea
- Fimbristylis elegans
- Fimbristylis eremophila
- Fimbristylis ferrubinea
- Fimbristylis ferruginea
- Fimbristylis hawaiiensis
- Fimbristylis helicophylla
- Fimbristylis hirsutifolia
- Fimbristylis inaguensis
- Fimbristylis insignis
- Fimbristylis lanceolata
- Fimbristylis laxiglumis
- Fimbristylis leucocolea
- Fimbristylis littoralis
- Fimbristylis macassarensis
- Fimbristylis macrantha
- Fimbristylis microcarya
- Fimbristylis miliacea
- Fimbristylis neilsonii
- Fimbristylis onchnidiocarpa
- Fimbristylis perpusilla
- Fimbristylis polytrichoides
- Fimbristylis puberula
- Fimbristylis schoenoides
- Fimbristylis spathacea
- Fimbristylis thermalis
- Fimbristylis tomentosa
- Fimbristylis tristachya
- Fimbristylis umbellaris
- Fimbristylis vahlii
- Fimbristylis velata

... · 
Blysmus · 
Bolboschoenus · 
Carex (Zegge) · 
Cladium · 
Cyperus (Cypergras) · 
Eleocharis (Waterbies) · 
Eleogiton · 
Eriophorum (Wollegras) · 
Isolepis · 
Rhynchospora · 
Schoenoplectus (Bies) · 
Schoenus · 
Scirpoides · 
Scirpus · 
Trichophorum · 
...